# Gerhard Wehr
Gerhard Wehr (26 de septiembre de 1931, Schweinfurt-22 de abril de 2015, Schwarzenbruck) fue un teólogo protestante alemán y autor de no ficción.

## Biografía
Gerhard Wehr se formó inicialmente como diácono. Fue editor y autor de libros de divulgación sobre psicología profunda (especialmente psicología analítica) y temas esotéricos con un enfoque en el misticismo cristiano, así como compilador de numerosas biografías, en particular sobre Jakob Böhme, Martin Buber, C. G. Jung y Rudolf Steiner.
Su carrera profesional comenzó con el trabajo social de la iglesia y la educación de adultos. De 1971 a 1990 tuvo un puesto de profesor en la escuela de diáconos de Rummelsberg. Luego vivió como escritor independiente en la vecina Schwarzenbruck. Fue miembro de numerosas sociedades profesionales; por su trabajo teológico y periodístico fue nombrado "doctor honorario en Teología" (Dr. theol. H. C.) por la Augustana-Hochschule Neuendettelsau.
Una de las principales preocupaciones de su trabajo fue la mediación entre las diferentes disciplinas, denominaciones y cosmovisiones. Este esfuerzo también se expresó en el hecho de que Wehr publicó sus obras tanto en editoriales orientadas antroposóficamente como Novalis, Urachhaus o Pforte, como en la editorial interna del Colegio Alemán de psicología transpersonal, Via Nova. Por otro lado, mantuvo contacto con las denominaciones cristianas tradicionales. Sus libros fueron publicados por editores protestantes-luteranos como Claudius y el editor católico Herder. También ha contribuido con artículos para la revista ecuménica católica de izquierda Publik-Forum y la revista interna de los swedenborgianos en Alemania, Offene Tore.

## Obra (selección)

### Biográfica
- Profile christlicher Spiritualität (Zu Hildegard von Bingen, Meister Eckhart, Paracelsus, Jakob Böhme, Johann Valentin Andreae, Angelus Silesius, Friedrich Christoph Oetinger, Novalis, Johann Hinrich Wichern, Friedrich Rittelmeyer). Novalis, Schaffhausen 1982
- Christliche Mystiker. Von Paulus und Johannes bis Simone Weil und Dag Hammarskjöld. Pustet, Regensburg 2008, ISBN 978-3-7917-2147-7
- Franz von Baader. Zur Reintegration des Menschen in Religion, Natur und Erotik. Aurum (Fermenta cognitionis 11), Freiburg 1980
- Karl Barth. Theologe und Gottes fröhlicher Partisan. Siebenstern (GTB 462), Gütersloh 1979
- Helena Petrovna Blavatsky. Eine moderne Sphinx. Pforte, Dornach 2005, ISBN 978-3-85636-160-0
- Jakob Böhme. Mit Selbstzeugnissen und Bilddokumenten dargestellt. Rowohlt Taschenbuch (rm 179), Reinbek 1971, ISBN 978-3-499-50179-1
- Jakob Böhme – der Geisteslehrer und Seelenführer. Aurum (Fermenta cognitionis 4), Freiburg 1979
- Giordano Bruno. Deutscher Taschenbuch Verlag (dtv portrait), München 1999, ISBN 978-3-423-31025-3
- Martin Buber. Mit Selbstzeugnissen und Bilddokumenten dargestellt. Rowohlt Taschenbuch (rm 147), Reinbek 1968, ISBN 978-3-499-50147-0
- Martin Buber. Leben, Werk, Wirkung. Diogenes, Zürich 1996, ISBN 978-3-257-22849-6
- Karlfried Graf Dürckheim. Ein Leben im Zeichen der Wandlung. Kösel, München 1988
- Meister Eckhart. Aurum (Fermenta cognitionis 5), Freiburg 1979
- Meister Eckhart. Mit Selbstzeugnissen und Bilddokumenten dargestellt. Rowohlt Taschenbuch (rm 376), Reinbek 1989, ISBN 978-3-499-50376-4
- Jean Gebser. Individuelle Transformation vor dem Horizont eines neuen Bewußtseins. Via Nova, Petersberg 1996 ISBN 978-3-928632-26-3
- Hilmar von Hinüber. Ein sozialer Pionier. Urachhaus, Stuttgart 2000, ISBN 978-3-8251-7326-5
- C. G. Jung. Mit Selbstzeugnissen und Bilddokumenten dargestellt. Rowohlt Taschenbuch (rm 152), Reinbek 1969, ISBN 978-3-499-50152-4
- C. G. Jung und Rudolf Steiner. Konfrontation und Synopse. Klett-Cotta, Stuttgart 1972; Neuauflage ebd. 1998, ISBN 978-3-608-91934-9
- Carl Gustav Jung. Leben – Werk – Wirkung. Kösel, München 1985; Diogenes Taschenbuch, Zürich 1988; 3. erw. A. Telesma, Schwielowsee 2009, ISBN 978-3-941094-01-7
- Martin Luther. Mystische Erfahrung und christliche Freiheit im Widerspruch. Novalis, Schaffhausen 1983 (2. A. 1996)
- Thomas Müntzer. Mit Selbstzeugnissen und Bilddokumenten dargestellt. Rowohlt Taschenbuch (rm 188), Reinbek 1972, ISBN 978-3-499-50188-3
- Friedrich Nietzsche. Der „Seelen-Errater“ als Wegbereiter der Tiefenpsychologie. Aurum (Fermenta cognitionis 12), Freiburg 1982
- Friedrich Nietzsche als Tiefenpsychologe. Kugler, Oberwil bei Zug 1987
- Novalis. Ein Meister christlicher Einweihung. Aurum (Fermenta cognitionis 8), Freiburg 1980
- Friedrich Christoph Oetinger. Theosoph – Alchymist – Kabbalist. Aurum (Fermenta cognitionis 3), Freiburg 1978
- Paracelsus. Aurum (Fermenta cognitionis 6), Freiburg 1979
- Friedrich Rittelmeyer. Religiöse Erneuerung als geistiger Brückenschlag zwischen den Zeiten. Anders Leben, Wies 1985
  - stark erweiterte Neuausgabe als: Friedrich Rittelmeyer. Sein Leben – Religiöse Erneuerung als Brückenschlag. Urachhaus, Stuttgart 1998, ISBN 3-8251-7176-0
- Christian Rosenkreuz. Aurum (Fermenta cognitionis 10), Freiburg 1980
- Saint-Martin. Das Abenteuer des „Unbekannten Philosophen“ auf der Suche nach dem Geist. Aurum (Fermenta cognitionis 9), Freiburg 1980
  - Neuausgabe als: Louis Claude de Saint-Martin. Der unbekannte Philosoph. Zerling, Berlin 1995
- Rudolf Steiner als christlicher Esoteriker. Aurum (Fermenta cognitionis 2), Freiburg 1978
- Rudolf Steiner. Wirklichkeit, Erkenntnis und Kulturimpuls. Aurum, Freiburg 1982
- Rudolf Steiner. Junius (Zur Einführung), Hamburg 1994, ISBN 978-3-88506-899-0
- Paul Tillich. Mit Selbstzeugnissen und Bilddokumenten dargestellt. Rowohlt Taschenbuch (rm 152), Reinbek 1972
  - Neuausgabe: Junius (Zur Einführung), Hamburg 1998, ISBN 978-3-88506-965-2
- Valentin Weigel. Der Pansoph und esoterische Christ. Aurum (Fermenta cognitionis 7), Freiburg 1979
- Herausforderung der Liebe. Johann Hinrich Wichern und die Innere Mission. Linea, 2007, ISBN 978-3-939075-12-7
- Jakob Böhme. Ursprung, Wirkung, Textauswahl. Marix, Wiesbaden 2010, ISBN 978-3-86539-236-7

### No ficción
- Spirituelle Interpretation der Bibel als Aufgabe. Ein Beitrag zum Gespräch zwischen Theologie und Anthroposophie, Die Pforte, Basel 1968
- Wege zu religiöser Erfahrung. Analytische Psychologie im Dienste der Bibelauslegung, Walter, Olten/Freiburg 1974
- Christusimpuls und Menschenbild. Rudolf Steiners Beitrag zur Erweiterung des religiösen Bewußtseins, Herder, Freiburg 1974
- Esoterisches Christentum. Aspekte – Impulse – Konsequenzen, Klett, Stuttgart 1975
  - Völlig überarbeitete Neuauflage: Klett, Stuttgart 1995
- Der pädagogische Impuls Rudolf Steiners. Theorie und Praxis der Waldorfpädagogik, Kindler (Geist und Psyche), München 1977
  - neu aufgelegt bei: Mellinger, Stuttgart 1994, ISBN 978-3-88069-323-4
- Der Chassidismus. Mysterium und spirituelle Lebenspraxis, Aurum, Freiburg 1978
- Deutsche Mystik. Gestalten und Zeugnisse religiöser Erfahrung von Meister Eckhart bis zur Reformationszeit, Siebenstern (GTB 365), Gütersloh 1980
- Zugang zur Bibel heute. Neue Möglichkeiten spiritueller Erfahrung, Die Kommenden, Freiburg 1982
- Auf den Spuren urchristlicher Ketzer. Christliche Gnosis und heutiges Bewußtsein, Novalis, Schaffhausen 1983
- Heilige Hochzeit. Symbol und Erfahrung menschlicher Reifung, Kösel, München 1986
- Die deutsche Mystik. Mystische Erfahrung und theosophische Weltsicht, Barth, München 1988
  - Neuauflage als: Die deutsche Mystik. Leben und Inspiration gottentflammter Menschen in Mittelalter und Neuzeit, Sonderausgabe 2006, ISBN 978-3-938484-86-9
- Wörterbuch der Esoterik. Zugänge zum spirituellen Wissen von A–Z, Herder Taschenbuch, Freiburg 1989
- Auf dem Weg zu einer geisteswissenschaftlich fundierten Psychotherapie, Wege, Freiburg 1992, ISBN 978-3-936005-12-7
- Der innere Weg. Anthroposophische Erkenntnis, geistige Orientierung und meditative Praxis, Mellinger, Stuttgart 1994, ISBN 978-3-88069-324-1
- Europäische Mystik, Junius (Zur Einführung), Hamburg 1995
- Spirituelle Meister des Westens. Leben und Lehre, Diederichs (Gelbe Reihe 116), München 1995
  - Neuausgabe als: Spirituelle Meister des Westens. Von Rudolf Steiner bis C.G. Jung, Hugendubel (Diederichs Gelbe Reihe), Kreuzlingen 2007, ISBN 978-3-7205-3025-5
- Die Schrift aus der Mitte. Produktive Verwandlung einer Existenzkrise, Via Nova, Petersberg, ISBN 978-3-928632-12-6
- Gründergestalten der Psychoanalyse. Profile – Ideen – Schicksale, Artemis & Winkler, Zürich 1996
  - Neuauflage als: Die großen Psychoanalytiker, Patmos, Düsseldorf 2003, ISBN 978-3-491-69802-4
- Mystik im Protestantismus. Von Luther bis zur Gegenwart, Claudius, München 2000, ISBN 978-3-532-62252-0
- Die sieben Weltreligionen: Christentum, Judentum, Islam, Buddhismus, Hinduismus, Taoismus, Konfuzianismus. Die Lehren, die Unterschiede, die Gemeinsamkeiten, Hugendubel, Kreuzlingen 2002, ISBN 978-3-7205-2310-3
- Das Lexikon der Spiritualität, Anaconda, Köln 2006, ISBN 978-3-86647-040-8
- Theo-Sophia. Christlich-abendländische Philosophie. Eine vergessene Unterströmung, Die Graue Edition, Reutlingen 2007, ISBN 978-3-906336-48-0
- Unterwegs zu sich selbst. Abenteuer der Lebensmitte. Topos, Kevelaer 2009, ISBN 978-3-8367-0704-6.

### Como editor
- Jakob Böhme: Werke, herausgegeben und kommentiert von Gerhard Wehr. Aurum Verlag, Freiburg
  - Christosophia. Ein christlicher Einweihungsweg, 1975
  - Aurora oder Morgenröte im Aufgang, 1977
  - Von der Menschwerdung Jesu Christi, 1978
  - Von der Gnadenwahl oder Von dem Willen Gottes über die Menschen, 1978
  - Theosophische Sendbriefe, 2 Bände, 1979
  - Mysterium pansophicum. Theosophisch-pansophische Schriften, 1980
- Theologia Deutsch. Eine Grundschrift deutscher Mystik, Aurum, Freiburg 1980
- Rosenkreuzerische Manifeste. Die Grundschriften der Rosenkreuzer und Goethes Fragment „Die Geheimnisse“, Novalis, Schaffhausen 1980
  - Neuausgabe als: Die Bruderschaft der Rosenkreuzer. Die Originaltexte und Goethes Fragment ‚Die Geheimnisse‘, Sonderausgabe 2007, ISBN 978-3-86647-146-7
- Meister Eckhart: Mystische Traktate und Predigten, Diederichs, München 1999
- Der Stimme der Mystik lauschen. Weisheit für jeden Tag des Jahres, Kösel, München 2005, ISBN 978-3-466-36700-9
- Der Mystiker Dionysius Areopagita, Ausgewählt von Gerhard Wehr. Marix, Wiesbaden 2013, ISBN 978-3-86539-317-3

## Edición en castellano
- Gerhard, Wehr (2000). «XIV. C. G. Jung en el contexto del esoterismo cristiano y la historia de la cultura».  En Antoine Faivre y Jacob Needleman, ed. Espiritualidad de los movimientos esotéricos modernos. Colección Paidós Orientalia. Traducción Agustín López Tobajas y María Tabuyo Ortega, rústica, 544 páginas. Ediciones Paidós. ISBN 9788449309007.
- Carl Gustav Jung. Su vida, su obra, su influencia. Colección Testimonios. Traducción Alfredo Eduardo Sinnot, rústica, 582 páginas. Ediciones Paidós. 1991. ISBN 978-84-7509-721-3.
- Karlfried Dürckheim. Una vida bajo el signo de la transformación. Editorial Mensajero. 1980. ISBN 978-84-271-1922-2.